# Jacqueline Dietrich
Jacqueline Dietrich (10 oktober 1996) is een Duits wielrenster die anno 2015 rijdt voor Feminine Cycling Team.

## Carrière
In 2014 werd Dietrich derde op het Duits kampioenschap tijdrijden voor juniores, achter winnares Lisa Klein en Franziska Banzer. Tijdens de wereldkampioenschappen van dat jaar kon ze geen indruk maken; in de wegrit eindigde ze op plek 68.
Dietrich werd in 2015 prof bij de Duitse ploeg Feminine Cycling Team.
Borchers · Dietrich · Ehrler · Hahn · van Hoek · Lacher · Öschger · van der Zijden